# Władysław Gawlas (1922–2011)
Władysław Gawlas (ur. 28 czerwca 1922, zm. 2 października 2011) – polski działacz państwowy i gospodarczy, przewodniczący Prezydium Powiatowej Rady Narodowej w Nowym Targu, naczelnik miasta i powiatu w Nowym Targu, wicewojewoda nowosądecki (1981–1987).

## Życiorys
W okresie II wojny światowej uczestnik ruchu oporu, więziono go w obozach koncentracyjnych. Później był działaczem gospodarczym na terenie powiatu żywieckiego, a w 1961 wybrano go radnym i sekretarzem Powiatowej Rady Narodowej w tym mieście. W latach 70. i 80. pozostawał przewodniczącym Prezydium Powiatowej Rady Narodowej w Nowym Targu, a następnie naczelnikiem tego powiatu. W drugiej połowie lat 70. naczelnik miasta Nowy Targ. Ok. 1981 objął funkcję wicewojewody nowosądeckiego, zajmował ją do 1987.
6 października 2011 pochowany na cmentarzu komunalnym w Nowym Targu.